# Bob Lenarduzzi
Robert Italo „Bob” Lenarduzzi (ur. 1 maja 1955 w Vancouver) – kanadyjski piłkarz występujący na pozycji obrońcy.

## Kariera klubowa
Lenarduzzi zawodową karierę rozpoczynał w angielskim klubie Reading. W 1974 roku trafił do kanadyjskiego Vancouver Whitecaps występującego w North American Soccer League (NASL). Grał tam do 1984 roku. W tym czasie, w latach 1979-1980 grał w futsalowym Los Angeles Aztecs. W barwach Vancouver rozegrał w sumie 288 spotkań i zdobył 31 bramek.
W 1984 roku, po rozwiązaniu rozgrywek NASL, Lenarduzzi przeszedł do Tacoma Stars, grającego w futsalowej lidze Major Indoor Soccer League (MISL). W 1987 roku wrócił do Vancouver Whitecaps, który nosił wówczas nazwę Vancouver 86ers. Pełnił tam rolę grającego trenera. W 1988 roku zakończył karierę piłkarską, a w Vancouver pozostał już tylko jako trener. W tej funkcji pracował tam do 1993 roku.
Również w 1993 roku został selekcjonerem reprezentacji Kanady. W 1996 roku prowadzona przez niego kadra Kanady wystąpiła na Złotym Pucharze CONCACAF, zakończyła go jednak na fazie grupowej. Reprezentację Kanady Lenarduzzi trenował do 1998 roku.

## Kariera reprezentacyjna
W reprezentacji Kanady Lenarduzzi zadebiutował 1 sierpnia 1973 w przegranym 1:3 towarzyskim meczu z Polską. 22 grudnia 1976 w wygranym 3:0 meczu eliminacji Mistrzostw Świata 1978 ze Stanami Zjednoczonymi strzelił pierwszego gola w trakcie gry w kadrze. W 1984 roku wystąpił na Letnich Igrzyskach Olimpijskich. W 1986 roku został powołany do kadry na Mistrzostwa Świata. Zagrał na nich we wszystkich meczach swojej drużyny - z Francją (0:1), Węgrami (0:2) oraz Związkiem Radzieckim (0:2), a Kanada odpadła z tamtego turnieju po fazie grupowej. W latach 1973–1986 w drużynie narodowej Lenarduzzi rozegrał w sumie 47 spotkań i zdobył 4 bramki.